# 孔叢子
『孔叢子』（くぞうし、こうそうし）は、古代中国の儒家の書物。秦漢から魏晋の間頃に成立した。全23篇。

## 内容
特殊な構成をしており、三つの書物が合体したような構成をしている。
1. 第1～10篇と第12～21篇 - 『孔叢子』の本体[6]。孔子とその子孫の孔伋（子思）・孔白（中国語版）（子上）・孔穿（子高)・孔斌（子順）・孔鮒（子魚）・孔騰（中国語版）（子襄）らの処世や政策を伝える。
2. 第11篇 - 『小爾雅』篇[6]。
3. 第22・23篇 - 『連叢子』上下篇。『孔叢子』の付録[6]。孔臧（中国語版）に帰される賦と書からなる[1]。主に前後漢代の孔氏一族の動向を伝える[6]。

『孔叢子』本体の思想としては、雑多な思想が扱われるが、主に先秦以来の「明徳慎罰」「尚賢」説や、漢代の経学を背景とした「三統改制」説が扱われる。また、名家の公孫龍が登場する公孫龍篇や、墨子を非難する詰墨篇も注目に値する。

## 成立・伝来・注釈書
作者や成立年代については古くから諸説ある。名目上は、秦末の陳勝の博士だった孔鮒が作者である。しかしながら、清初の臧琳、清末の皮錫瑞、伊東倫厚は、『孔子家語』等の偽作者でもある魏の王粛の作とする。一方で、南宋の朱熹は『朱子語類』125巻において後漢の作であるとする。明の胡応麟は後漢の孔僖の子の孔季彦の輩が集成したものとし、清初の姚際恒は後述の北宋の宋咸の作とする。現代ではそのほか、後漢末の荊州学において作られたとする説、秦代から後漢にかけて累層的に作られたとする説がある。
目録学においては、『漢書』芸文志には『孔叢子』が載っていないものの『小爾雅』一篇が載っている。『隋書』経籍志には『孔叢』七巻と『小爾雅』一巻が載っている。
注釈書として、北宋の宋咸『孔叢子注』、清の姜兆錫『孔叢子正義』、江戸時代の冢田大峯『冢註孔叢子』がある。

## 関連文献
- 伊東倫厚「孔安国に至るまでの孔氏の家系ー「孔子家語」後序と「孔叢子」と「尚書」序と」『日本中国学会創立五十年記念論文集』汲古書院、1998年。ISBN 9784762926204。
- 成田衡夫『孔叢子と先秦思想』1932年、NDLJP:1027008
- 南部英彦「『孔叢子』の研究 その成書の年代と作者を考える」『集刊東洋学』第72号、東北大学中国文史哲研究会、1994年。 NAID 110000228039。
- 湯浅邦弘編 『中国思想基本用語集』ミネルヴァ書房、2020年。ISBN 9784623087365。112頁「孔叢子」